# Аскульф (король Дублина)
Аскалл мак Рагнайлл мак Торкайл (Аскульф Торкельссон) (ум. в мае 1171) — последний норвежско-гэльский король Дублина из династии Мак Торкайл (1160—1170).

## Биография

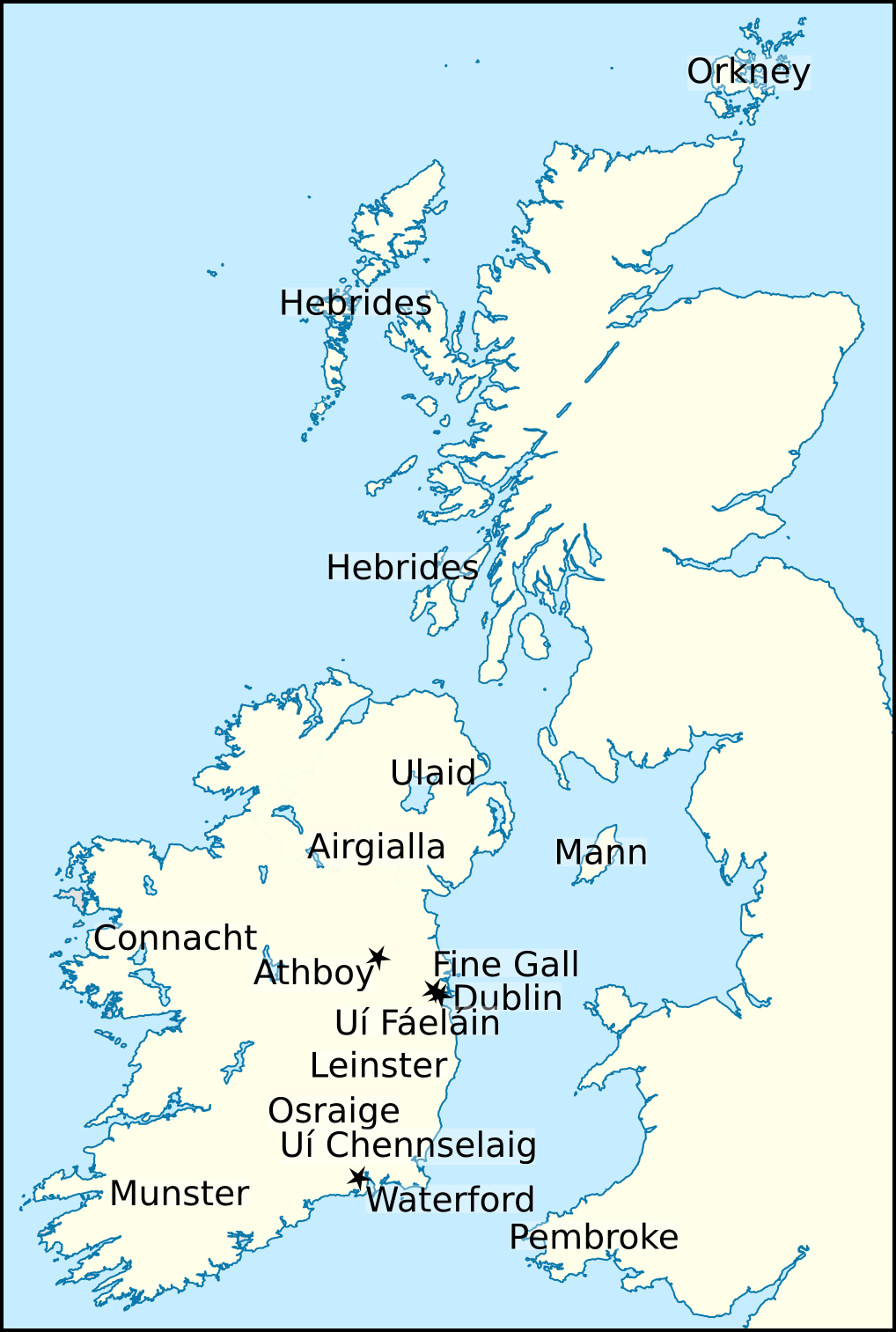
Карта средневековой Ирландии и Англии

Аскалл был сыном Рагналл Мак Торкайла (ум. 1146), короля Дублина. В 1160 году после гибели своего дяди Бродара Мак Торкайла, короля Дублина (1148—1160), Аскалл унаследовал дублинский королевский престол.
В середине XII века Дублинское королевство находилось под верховной властью Диармайта Мак Мурхады, короля Лейнстера. Диармайт находился в союзе с великим королём Ирландии Муйрхертахом Мак Лохлайнном (1156—1166). В 1161 году Диармайт мак Мурхада с дублинцами принес присягу на верность Мурхертаху Мак Лохлайнну. Согласно Анналам Ульстера, в 1162 году Диармайт Мак Мурхада добился полной власти над Дублином.

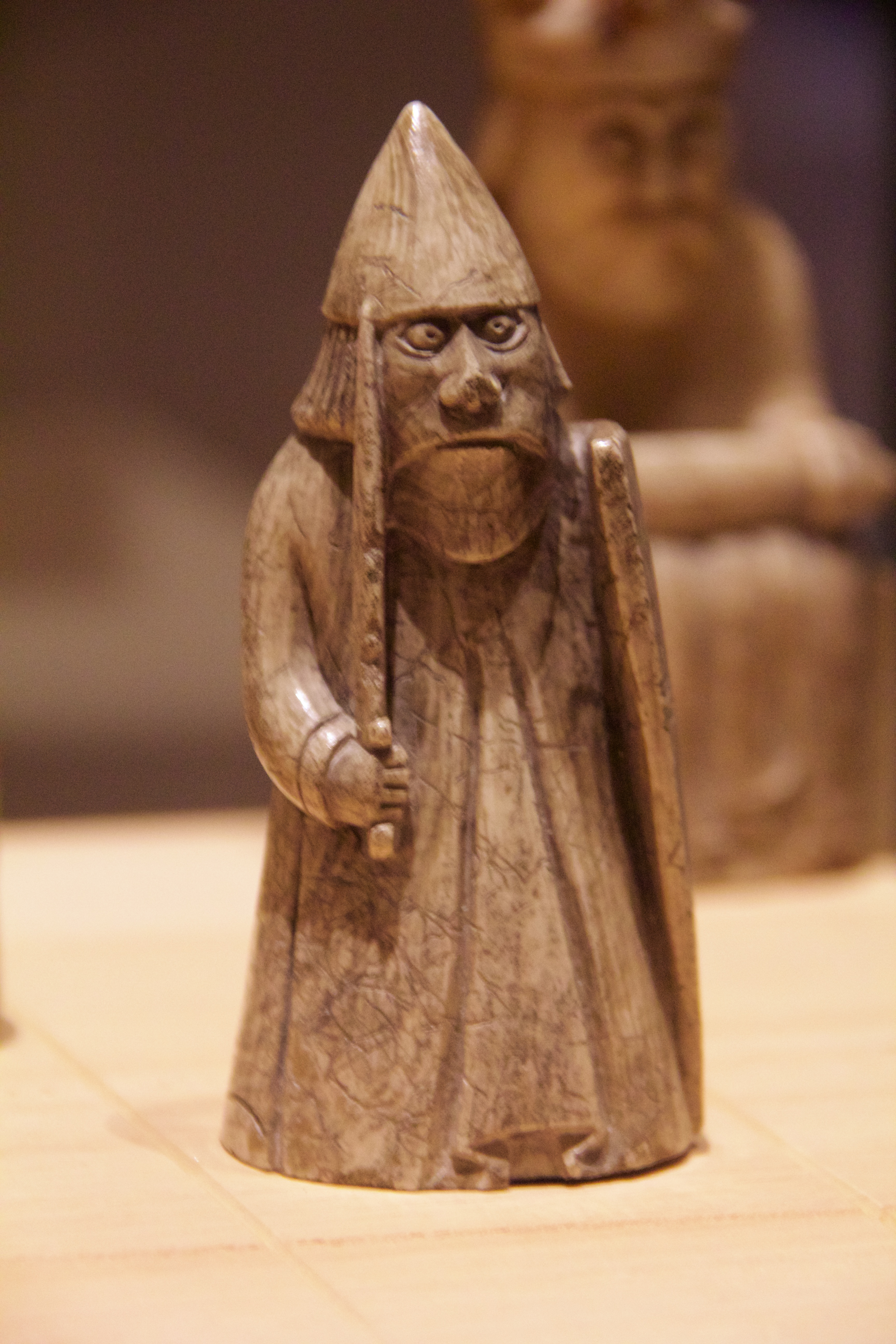
Шахматная фигура ладьи с острова Льюис-энд-Харрис

Верховный король Ирландии Муйрхертах Мак Лохлайнн погиб в 1166 году. На верховный королевский престол вступил его противник, король Коннахта Руайдри Уа Конхобайр (ум. 1198). В том же 1166 году Руайдри и его союзники изгнали Диармайта мак Мурхаду из Лейнстера и Дублина. Согласно Анналам четырёх мастеров, Руайдри Уа Конхобайр подчинил своей власти Дублин. Дублинцы участвовали в военной кампании Руайдри против королевства Лейнстер. Анонимная «Песня о Дермоте и графе» сообщает, что Аскалл изменил своему бывшему сюзерену, королю Лейнстера, а Анналы Инишфаллена указывают, что Диармайт Мак Мурхада был изгнан из Ирландии после выступления против него лейнстерцев и дублинцев.
В следующем 1167 году верховный король Ирландии Руайдри Уа Конхобайр созвал большое собрание знати в Атлоне. Анналы четырёх мастеров сообщают, что на собрание прибыло 13 тысяч всадников, из них 1000 человек из Дублина. Одним из правителей, прибывших на собрание, был Рагналл мак Рагнайлл, именуемый как тигерна Галл («лорд иностранцев»). Возможно, главой дублинской делегации был неизвестный брат Аскалла, либо сам Аскалл, ошибочно названный другим именем в анналах. В то же время Диармайт Мак Мурхада получил разрешение от английского короля Генриха II Плантагенета набрать себе войско во владениях последнего. Осенью 1167 года Диармайт с небольшим английским отрядом высадился и в Ирландии и утвердился в Фернсе. Верховный король Ирландии Руайдри Уа Конхобайр организовал поход против Диармайта, в котором приняли участие и дублинцы. Противники заключили мирное соглашение, Диармайт Мак Мурхада смог вернуть себе южную часть королевства Лейнстер.

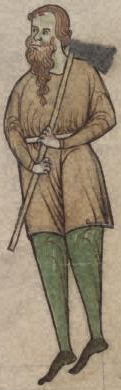
Изображение Диармайта мак Мурхады, короля Лейнстера

Летом 1169 года в Ирландию прибыли новые англо-нормандские отряды. Некоторые бывшие вассалы Диармайта мак Мурхады стали переходить на его сторону. Согласно «Песне о Дермоте и графе», на его сторону перешли короли Уи Фаэлайн и Осрайге. Согласно Анналам четырёх мастеров, верховный король Ирландии Руайдри Уа Конхобайр во главе своей армии двинулся на Тару, где к нему присоединились короли Улада и Айргиаллы со своими силами, после чего объединённое войско двинулось на Дублин. В августе 1170 года в Ирландию прибыл с большим отрядом Ричард де Клер, граф Пембрук (ум. 1176), который осадил и взял штурмом Уотерфорд. Ричард де Клер женился на Еве (Ифе), дочери Диармайта мак Мурхады, став наследником Лейнстера и Дублина. В сентябре того же года объединённые силы Диармайта и Ричарда де Клера двинулись на Дублин, где они столкнулись в войском верховного короля Руайдри Уа Конхобайра.
Согласно Анналам четырёх мастеров, дублинцы перешли на сторону Диармайта мак Мурхады. Expugnatio Hibernica («Завоевание Ирландии») сообщает, что во время переговоров между Руайдри Уа Конхобайром и коалицией Диармайта мак Мурхады и Ричарда де Клера английский отряд под командованием Мило де Когана и Раймонда ле Гро внезапно напал на город, умертвив значительное количество жителей. Анналы четырёх мастеров передают, что англичане напали на Дублин, где перебили многих жителей, захватив их имущество и скот. Expugnatio Hibernica («Завоевание Ирландии») утверждает, что король Аскалл и большая часть дублинцев смогли спастись, бежав из города на «северные острова». Этот термин может быть отнесен к Оркнейским островам, Гебридам или острову Мэн. Согласно «Песне о Дермоте и графе», англичане взяли Дублин 21 сентября 1170 года.

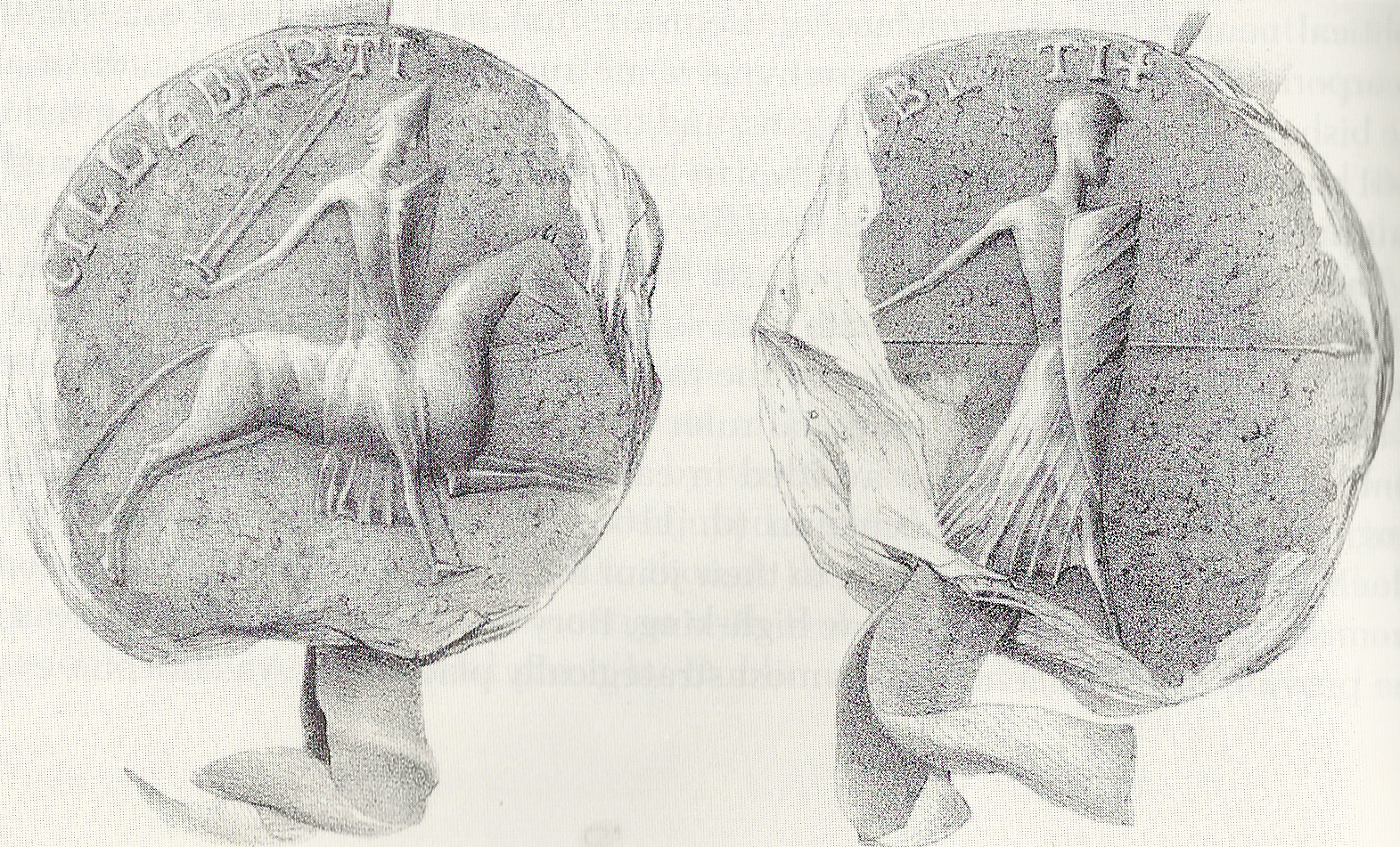
Печать Ричарда де Клера, графа Пембрука

В начале мая 1171 года, согласно Expugnatio Hibernica, Аскалл вернулся в Ирландию и предпринял вернуть Дублин. Expugnatio Hibernica и «Песня о Дермоте и графе» передают, что под его командованием были островитяне и норвежцы (от 60 до 100 кораблей). В рядах наёмников Аскалла находился «Джон Безумный», который, возможно, идентичен с хёвдингом Свейном Аслейфарсоном, персонажем «Саги об оркнейцах». Аскалл высадился на берегу реки Лиффи и попытался захватить Дублин, но был разбит Мило де Коганом и его братом Ричардом. Согласно Expugnatio Hibernica и «Песне о Дермоте и графе», Аскалл был взят в плен и обезглавлен.
Сразу же после гибели Аскалла верховный король Ирландии Руайдри Уа Конхобайр осадил Дублин, где находился английский гарнизон. Expugnatio Hibernica сообщает, что Руайдри Уа Конхобайр и дублинский архиепископ Лоркан Уа Туатейл (ум. 1180) обратились к королю Мэна и Островов Гофрайду мак Амлайбу (ум. 1187), прося его блокировать Дублин с моря. Гофрайд во главе флота из тридцати кораблей блокировал город с моря. Несмотря на осаду Дублина с суши и блокаду с моря, английский гарнизон смог отстоять крепость. В октябре 1171 года английский король Генрих II Плантагенет с большим войском высадился в Ирландии и подчинил своей верховной власти прибрежную часть острова.